# Tatort: Himmel und Erde
Himmel und Erde ist ein Fernsehfilm aus der Kriminalreihe Tatort der ARD und des ORF. Der Film wurde vom Bayerischen Rundfunk unter der Regie von Markus Fischer produziert und am 28. November 1993 erstmals ausgestrahlt. Es handelt sich um die Tatort-Folge 284. Für die Kriminalhauptkommissare Ivo Batic (Miroslav Nemec) und Franz Leitmayr (Udo Wachtveitl), ist es der siebte Fall, in dem sie ermitteln.

## Handlung
Die Serbin Nina gehört zusammen mit Klaus Naumann und dem Ungarn Marjan zu einem Verbrecher-Trio, das meist älteren, allein lebenden Damen die Wohnungsschlüssel entwendet und davon Nachschlüssel machen lässt. Während Nina dann in die Wohnungen eindringt und alle Wertgegenstände und Bargeld mitnimmt, lenkt Klaus Naumann die Damen solange ab, indem er sie auf einen Stadtbummel einlädt.
Nina macht nun den Fehler, dass sie auch Ivo Batic in einem Café zu einem Hütchenspiel animiert und ihm dabei 300 DM entwendet. Als er dies bemerkt, stellt er sie zur Rede. Da sie aber eine attraktive Person ist, gibt Batic sich nicht gleich als Polizist zu erkennen, sondern verbringt erst einmal den Nachmittag mit ihr.
Doch auch Klaus Naumann hat seine kleine Affäre. Er vergnügt sich mit Ingrid Zobel, der Frau des Juweliers, bei dem er regelmäßig sein Diebesgut zu Geld macht. Da sie das zum Teil sadomasochistische Verhältnis beenden will, tötet er sie in einem Anfall von Wut. Um nicht für seine Tat belangt zu werden, lockt er seinen Kollegen Marjan zu der Privatadresse der Zobels, um ihm den Mord unterzuschieben. Doch lässt Nina sich das nicht gefallen, da das Ausräumen der Wohnungen ihr Job ist. So nimmt sie Marjan die Schlüssel ab und beginnt wie gewohnt die Wohnung zu durchsuchen. Dabei findet sie zuerst eine Pistole, die sie an sich nimmt und stößt erst später auf das Opfer. Fluchtartig verlässt sie daraufhin das Haus.
Im Polizeirevier sucht Schultz vom Betrugsdezernat Hilfe bei seinen Kollegen. Er muss die große Anzahl an Einbrüchen bearbeiten, die sich in letzter Zeit zu häufen scheinen. Batic fällt dabei eine Adresse auf, an der er Nina angetroffen hatte, als er sie zur Rede stellte. Wie verabredet trifft er sich mit ihr am Nachmittag, doch entdeckt Nina Batics Dienstausweis und dreht durch. Sie bedroht ihn mit der Waffe und rennt weg. So fällt der Verdacht bei Batics und Leitmayrs neuem Mordfall Zobel sofort auf Nina. Allerdings wurde das Opfer nicht erschossen und die Aussagen der Zeuginnen, die eine Person am Haus ihrer Nachbarn gesehen haben, widersprechen sich.
Batic möchte unbewusst Nina schützen und verdächtigt den Juwelier Zobel. Er könnte den Einbruch vorgetäuscht und seine redefreudigen Nachbarinnen beeinflusst haben. Dennoch versuchen die Kommissare auch Nina zu finden, denn ihre Fingerabdrücke fanden sich eindeutig am Tatort. Nina will untertauchen und gerät dabei in die Fänge einer rivalisierenden Gaunerbande. Sie kann entkommen und muss sich nun auch noch vor ihnen verstecken.
Schultz kommt mittlerweile den Trickbetrügern auf die Spur und kann Marjan Rimski festnehmen. Damit gelangen auch Klaus Naumann und Nina ins Visier der Ermittlungen des Betrugsdezernats. Doch sind die zwei immer noch flüchtig. Leitmayr kann Naumann aufspüren und kommt gerade dazu, als zwei Leute von Brunos Gang Naumann und Nina mit sich nehmen. Er verfolgt sie und ruft Verstärkung herbei, sodass die ganze Gaunerbande festgenommen wird. Nina und Naumann gelingt allerdings die Flucht. Batic nimmt die Verfolgung auf, doch Nina überlistet ihn, entwendet seine Dienstwaffe und schießt auf ihn. Als Naumann ihr zu Hilfe kommt, redet er auf sie ein, dass sie Batic ganz erschießen müsse. Im Streitgespräch erfährt Nina, dass Naumann Frau Zobel getötet hat. Als er ihr die Pistole wegnehmen will, um Batic zu erschießen, drückt Nina ab und trifft Naumann, allerdings nicht tödlich. Das übernimmt der gerade eintreffende Leitmayr, der mit einem gezielten Schuss verhindert, dass Naumann mit einem Brecheisen Nina erschlagen kann. Während sich Leitmayr um seinen verletzten Kollegen kümmert, flüchtet Nina und Leitmayr lässt sie gewähren, da der Mord aufgeklärt und sie ja nun kein Fall mehr für die Mordkommission ist...

## Produktionsnotizen
Bei seiner Erstausstrahlung am 28. November 1993 hatte Himmel und Erde 8,93 Millionen Zuschauer, was einem Marktanteil von 24,90 Prozent entspricht.
Zur musikalischen Untermalung erklingt am Ende des Films Feeling Alright von Phil Carmen.

## Kritik
TV Spielfilm befand: „Für Batic-Fans ein himmlischer Spaß“.
Bei Kino.de findet die „nicht alltägliche Kamera[führung]“ Beachtung, wofür Jörg Schmidt-Reitwein verantwortlich zeichnet.